# Sandro Gama
Sandro Amaro Damasceno Gama, mais conhecido como Sandro Gama (Colatina, 14 de outubro de 1971) é um ex-jornalista esportivo brasileiro que atuou como repórter, apresentador e narrador.
Cobriu as Copas do Mundo de 2010 e 2014.

## Carreira
Foi para o Rio de Janeiro em 28 de fevereiro de 1996 para estudar Jornalismo.
Começou sua carreira no rádio como repórter de esportes, em 1996, na Rádio Globo, onde trabalhou por cinco anos.
Na televisão, foi repórter esportivo na Band Rio, de 2001 a 2019. Em fevereiro de 2015, após 14 anos, voltou a atuar no rádio sem deixar de trabalhar na TV, desta vez, como narrador na Rádio BandNews Fluminense FM.

Em 2014, passou a apresentar o programa Os Donos da Bola Rio, no qual ficou apenas 1 ano.
No dia 17 de setembro de 2015, Sandro recebeu o título de Cidadão Honorário do Rio de Janeiro.
Em setembro de 2019, depois de uma trajetória de quase 20 anos, Sandro Gama deixou a TV Bandeirantes.
Vascaíno de coração, em 2020 integrou o canal vascaíno Vasco TV e narrou jogos ao vivo a partir de São Januário pelo canal.
Em 1.º de janeiro de 2021, após 24 anos de carreira, Sandro voltou para Colatina para ser o Secretário de Esporte e Lazer da cidade.

## Vida Pessoal
Sandro é casado com Janainy Fadini Gama, com quem tem dois filhos: Davi e Bernardo.